# دنیای ژوراسیک: قلمرو
دنیای ژوراسیک: قلمرو (انگلیسی: Jurassic World: Dominion) یک فیلم اکشن علمی تخیلی آمریکایی محصول سال ۲۰۲۲ به کارگردانی کالین ترورو، نویسندگی ترورو و امیلی کارمایکل و بر پایهٔ داستانی از ترورو و درک کانلی است. این فیلم که دنباله‌ای بر دنیای ژوراسیک: سقوط پادشاهی (۲۰۱۸) است، ششمین قسمت از مجموعهٔ پارک ژوراسیک و آخرین فیلم و پایان داستان از این سه‌گانه به‌شمار می‌رود. فرانک مارشال و پاتریک کراولی همانند فیلم‌های پیشین، تهیه‌کنندگی این فیلم را به عهدهٔ داشته‌اند و کارگردان پارک ژوراسیک (۱۹۹۳) یعنی استیون اسپیلبرگ تهیه‌کنندهٔ اجرایی فیلم بوده‌است. گروه بازیگران آن شامل کریس پرت، برایس دالاس هاوارد، لورا درن، جف گلدبلوم، سم نیل، بی‌دی ونگ، عمر سی، ایزابلا سرمون، جاستیس اسمیث و دنیلا پیندا نقش‌های خود را از فیلم‌های پیشین این مجموعه تکرار می‌کنند. دواندا وایز، مامودو آتی، کمپبل اسکات، اسکات هیز و دیچن لاچمن به عنوان بازیگران جدید پیوستند و درن، گلدبلوم و نیل نقش‌های خود را از سه‌گانه پارک ژوراسیک تکرار می‌کنند و برای اولین بار پس از فیلم ۱۹۹۳ با هم ظاهر می‌شوند. داستان این فیلم چهار سال پس از وقایع سقوط پادشاهی می‌گذرد و دایناسورها هم‌اکنون در کنار انسان‌ها در سراسر جهان زندگی می‌کنند.
این فیلم در اوایل سال ۲۰۱۴ به عنوان بخشی از سه‌گانهٔ آینده دنیای ژوراسیک برنامه‌ریزی شد. فیلمبرداری در فوریه ۲۰۲۰ آغاز شد اما در ماه مارس به دلیل دنیاگیری کووید-۱۹ به حالت تعلیق درآمد و سرانجام در ماه ژوئیه از سر گرفته شد و چهار ماه بعد به پایان رسید. مکان‌های فیلمبرداری شامل کانادا، استودیوهای پاین‌وود در انگلستان و کشور مالت بود. لجندری انترتینمنت برخلاف دو نسخهٔ قبلی خود در تولید این فیلم نقشی نداشت زیرا یونیورسال پس از پایان قرارداد چهار ساله خود در سال ۲۰۱۹ به همکاری خود با این شرکت پایان داد.
دنیای ژوراسیک: قلمرو توسط یونیورسال پیکچرز توزیع شده و در ۲۳ مه ۲۰۲۲ در مکزیکو سیتی به نمایش درآمد. این فیلم در ۱۰ ژوئن ۲۰۲۲ در ایالات متحده، در قالب‌های آی‌مکس، ۴دی‌اکس، ریل‌دی، و دالبی سینما اکران شد. این فیلم تاکنون ۱ میلیارد دلار در سراسر جهان فروش داشته و سومین فیلم پرفروش سال ۲۰۲۲ است و عموماً نقدهای منفی از منتقدان دریافت کرد که احساس می‌کردند این فرنچایز مسیر خود را طی کرده‌است.
دنباله مستقل فیلم تحت عنوان تولد دوباره دنیای ژوراسیک در سال ۲۰۲۵ منتشر خواهد شد.

## داستان
چهار سال پس از نابودی ایسلا نابور، دایناسورها در سراسر جهان در کنار انسان‌ها زندگی و شکار می‌کنند. این تعادل شکننده، آینده را تغییر می‌دهد و یک‌بار برای همیشه تعیین خواهد کرد که آیا انسان‌ها نقش خود را به عنوان شکارگر اوج در کنار ترسناک‌ترین موجودات تاریخ حفظ خواهند کرد یا خیر. در این بین گروهی از شخصیت‌ها به دنبال پیدا کردن راهی برای زنده ماندن و حفظ تعادل بین انسان‌ها و دایناسورها هستند.

## بازیگران
- کریس پرت در نقش اوون گریدی:[۱۴] یک رفتارشناس جانوران، دامپزشک نیروی دریایی و کارمند سابق دنیای ژوراسیک که مسئول آموزش ولاسیرپترها بود. او دوست پسر کلر و پدرخوانده میزی است.
- برایس دالاس هاوارد در نقش کلر دیرینگ:[۱۴] مدیر سابق پارک دنیای ژوراسیک و بنیان‌گذار گروه حفاظت از دایناسورها. او دوست دختر اوون و مادرخوانده میزی است.
- لورا درن در نقش دکتر الی ساتلر:[۱۵] یک دیرین‌گیاه‌شناس و یکی از مشاورانی که به پارک ژوراسیک اصلی جان هاموند سفر کرد.
- جف گلدبلوم در نقش دکتر یان مالکوم:[۱۵] یک ریاضیدان در نظریه آشوب و مشاور سابق پارک ژوراسیک و همچنین یک شخصیت کلیدی درگیر در حادثه سن دیگو که در جهان گمشده: پارک ژوراسیک (۱۹۹۷) به تصویر کشیده شده‌است.
- سم نیل در نقش دکتر آلن گرانت :[۱۵] دیرینه‌شناسی که برای پارک ژوراسیک مورد مشاوره قرار گرفت و یکی از بازماندگان اکسپدیشن ایسلا سورنا است که در پارک ژوراسیک ۳ (۲۰۰۱) به تصویر کشیده شده‌است.
- دواندا وایز در نقش کایلا واتس:[۱۶][۱۷] خلبان سابق نیروی هوایی که به اوون و کلر در ماموریتشان کمک می‌کند.
- مامودو آتی در نقش رمزی کول: رئیس بخش ارتباطات بیوسین[۱۸]
- ایزابلا موعظه در نقش میزی لاکوود: شبیه‌سازی دختر بنجامین لاکوود که او را به عنوان نوه خود بزرگ کرد و تحت مراقبت اوون و کلر است.[۱۹] سرمون همچنین نقش شارلوت لاک‌وود جوان را بازی می‌کند و الوا تریل او را در بزرگسالی به تصویر می‌کشد.[۲۰]
- کمپبل اسکات در نقش دکتر لوئیس داجسون: مدیر عامل بایوسین ژنتیکس، یک شرکت رقیب پارک ژوراسیک. اسکات جایگزین کامرون تور از پارک ژوراسیک (۱۹۹۳) شد.[۲۱]
- بی‌دی ونگ در نقش دکتر هنری وو:[۲۲] ژنتیک‌دان اصلی پشت برنامه‌های شبیه‌سازی دایناسورها در پارک ژوراسیک و دنیای ژوراسیک.
- عمر سای در نقش بری سمبین:[۲۳][۲۴] یک مربی حیوانات که با اوون در دنیای ژوراسیک کار می‌کرد.
- جاستیس اسمیث در نقش فرانکلین وب: تکنسین سابق دنیای ژوراسیک و فعال حقوق دایناسورها.
- دنیلا پیندا در نقش دکتر زیا رودریگز: دامپزشک دیرینه و فعال حقوق دایناسورها.[۲۵]

علاوه بر این، اسکات هیز راین دلاکورت، کارمندان بایوسین را به تصویر می‌کشد که میزی و بتا را برای شرکت می‌رباید. دیچن لاچمن نقش سوینا سانتوس، یک قاچاقچی دایناسور را به تصویر می‌کشد. کریستوفر پولاها، وارادا ستو، و دیمیتری تیوایوس به ترتیب در نقش وایت هانتلی، شیرا، و شخصیتی نامشخص ظاهر می‌شوند.

## انتشار
دنیای ژوراسیک: قلمرو اولین نمایش خود را در مکزیکو سیتی در ۲۳ مه ۲۰۲۲ انجام داد این فیلم در ۱ ژوئن ۲۰۲۲ اکران خود را در مکزیک و کره جنوبی آغاز کرد و در ایالات متحده توسط یونیورسال پیکچرز در ۱۰ ژوئن اکران شد. پیش از این قرار بود در ۱۱ ژوئن ۲۰۲۱ اکران شود، اما به دلیل دنیاگیری کووید-۱۹ به تعویق افتاد.
این فیلم قرار است تا چهار ماه پس از اکران در سینما، به عنوان بخشی از قرارداد ۱۸ ماهه، روی وب‌سایت پیکاک از یونیورسال پخش شود. سپس این فیلم به مدت ۱۰ ماه به آمازون پرایم ویدئو منتقل می‌شود و سپس برای چهار ماه آخر به پیکاک بازمی‌گردد. پس از آن قرارداد ۱۸ ماهه، به عنوان بخشی از توافقنامه مجوز یونیورسال با شبکه پی-وان روی پلتفرم استارز پخش خواهد شد.

## بازخورد
در وبگاه جمع‌آوری نقد راتن تومیتوز، ٪۳۰ از ۳۵۵ بررسی منتقدان مثبت است و میانگینِ امتیاز آن ۴٫۸/۱۰ است. اجماع این وبگاه چنین می‌نویسد: «دنیای ژوراسیک: قلمرو ممکن است از برخی جهات نسبت به نسخه‌های قبلی خود کمی پیشرفت داشته باشد، اما این فرنچایز از شروع کلاسیک خود فاصله زیادی گرفته‌است.» این فیلم در متاکریتیک که از میانگین وزنی استفاده می‌کند، بر اساس نظر ۵۹ منتقدین امتیاز ۳۸ از ۱۰۰ را کسب کرده که نشان‌گر «نقدهای عموما نامطلوب» است. این فیلم کمترین امتیاز این مجموعه را در هر دو وب‌سایت دارد. تماشاگران شرکت‌کننده در نظرسنجی سینماسکور، مانند سقوط پادشاهی، به این فیلم نمرهٔ متوسط «A–» در مقیاس «A+» تا «F» دادند، در حالی که پست‌تراک گزارش کرده‌است که ۷۳ درصد از مخاطبان به آن نمرهٔ مثبت (با میانگین امتیاز ۳٫۵ از ۵ ستاره) داده‌اند و ۵۷٪ گفته‌اند که قطعاً این فیلم را توصیه می‌کنند.

## آینده
دنیای ژوراسیک: قلمرو دومین سه‌گانهٔ فیلم و خط داستانی را که در سه‌گانهٔ اصلی آغاز شده بود پایان می‌دهد، اگرچه مارشال امکان فیلم‌های آینده را رد نکرده‌است. او در ژانویه ۲۰۲۲ گفت: «ما می‌خواهیم بنشینیم و ببینیم که آینده چطور خواهد بود.»